# Koblenz-Metternich

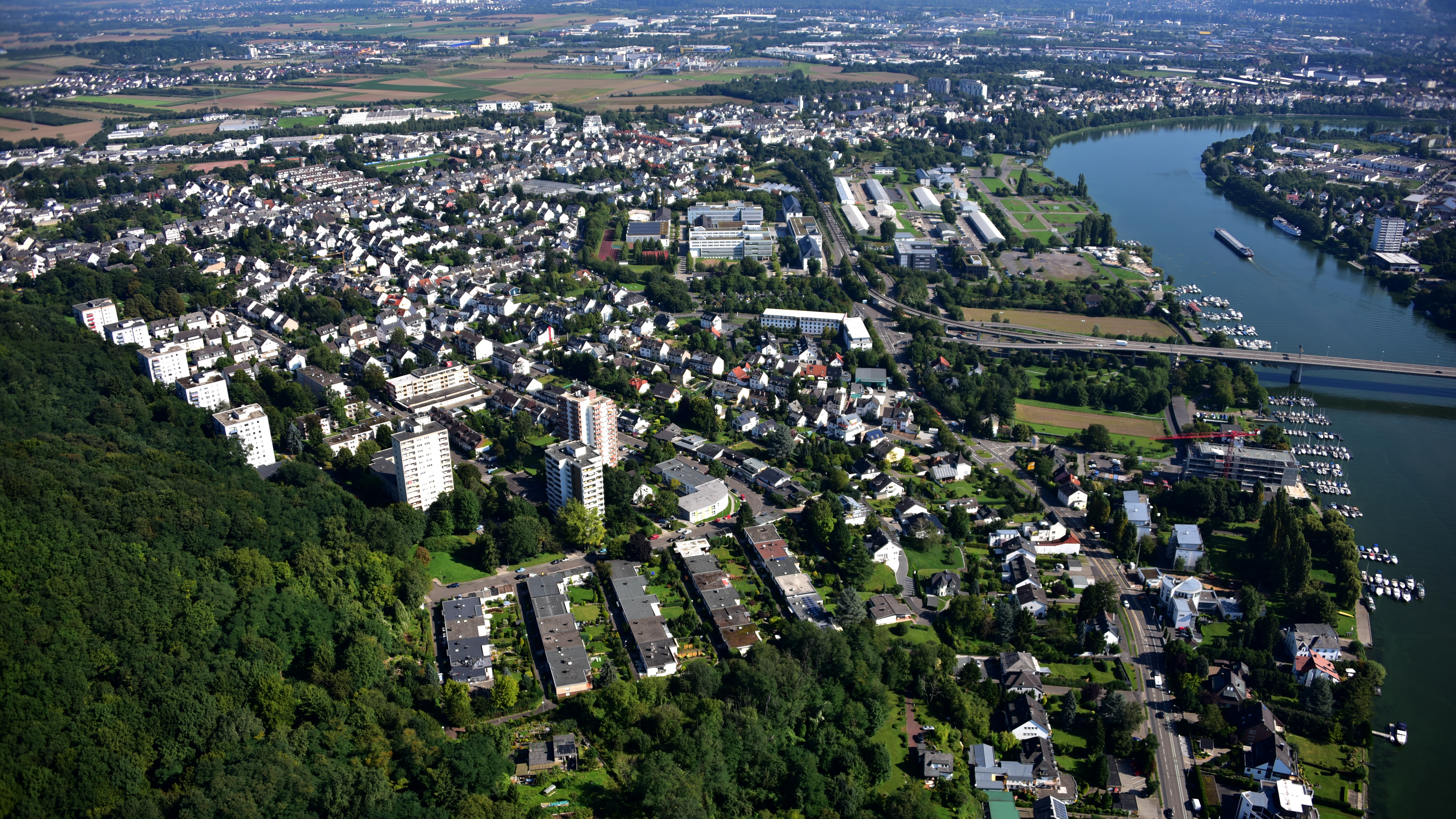
Koblenz-Metternich, Luftaufnahme (2017)

Metternich ist ein Stadtteil von Koblenz und liegt direkt an der Mosel zwischen den benachbarten Stadtteilen Lützel, Bubenheim, Rübenach und Güls. Der Ort wurde 1937 nach Koblenz eingemeindet. Das Wahrzeichen Metternichs ist die Metternicher Eule auf dem Kimmelberg, ein Kriegerdenkmal aus preußischer Zeit, das eigentlich einen sitzenden Adler darstellt, der aber aus der Entfernung durchaus einer Eule ähnelt.
Metternich unterteilt sich in die beiden katholischen Kirchengemeinden St. Johannes und St. Konrad. Daneben gibt es eine Evangelische Kirche. Im Stadtteil befindet sich der Campus der Universität Koblenz, das Bundeswehrzentralkrankenhaus Koblenz und das Naturschutzgebiet Eiszeitliches Lößprofil.

## Geschichte

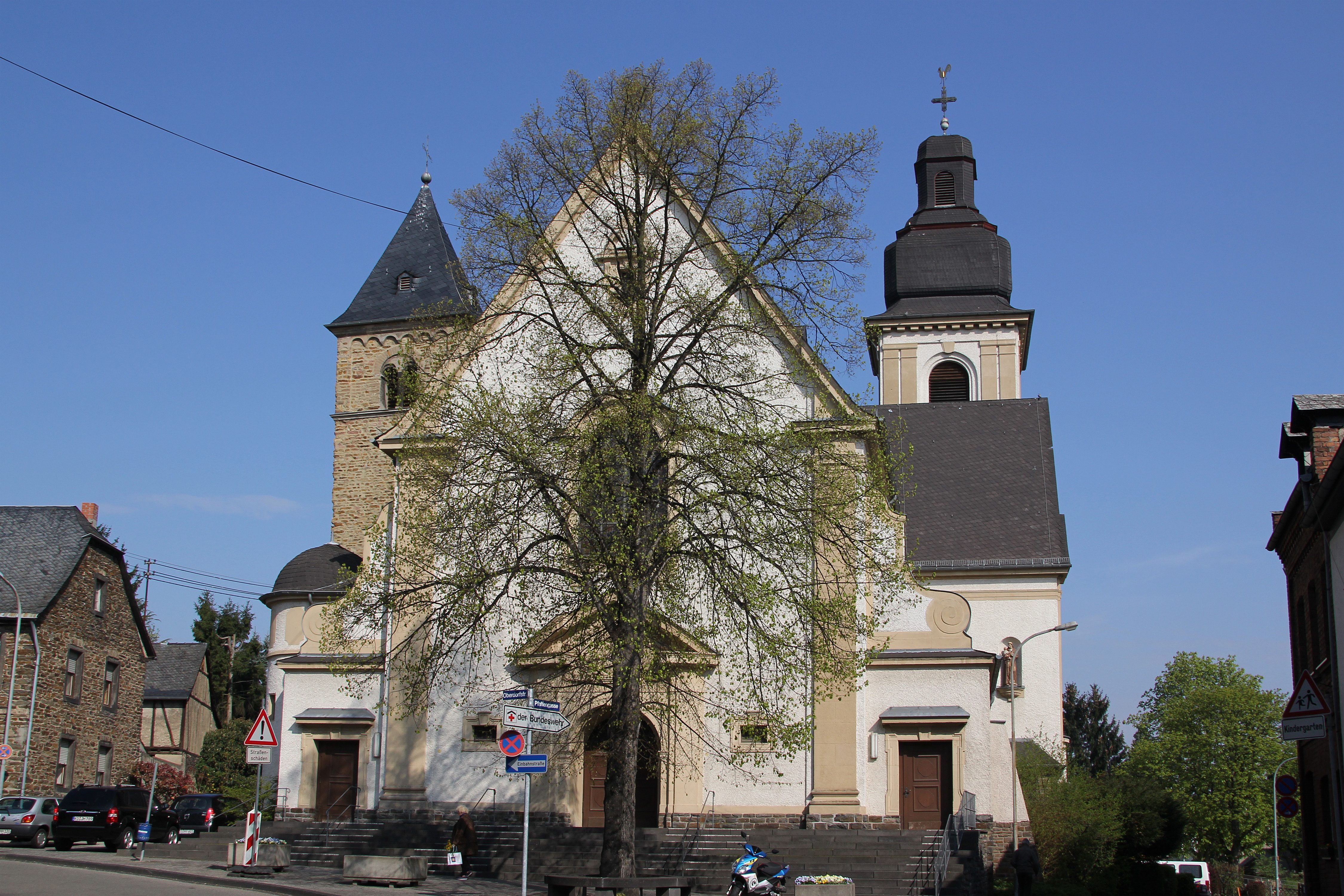
Die katholische Pfarrkirche St. Johannes

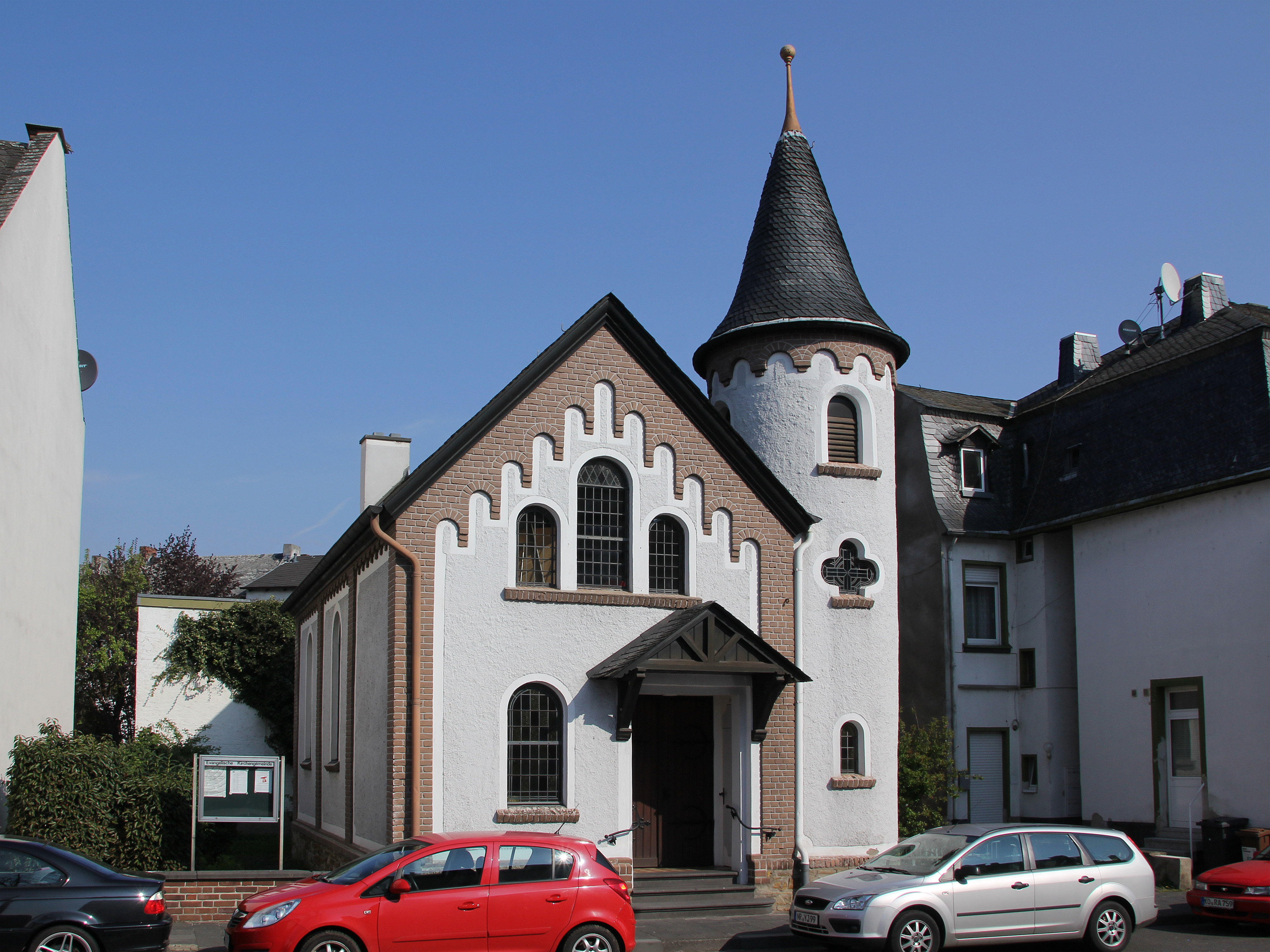
Evangelische Kirche Koblenz-Metternich

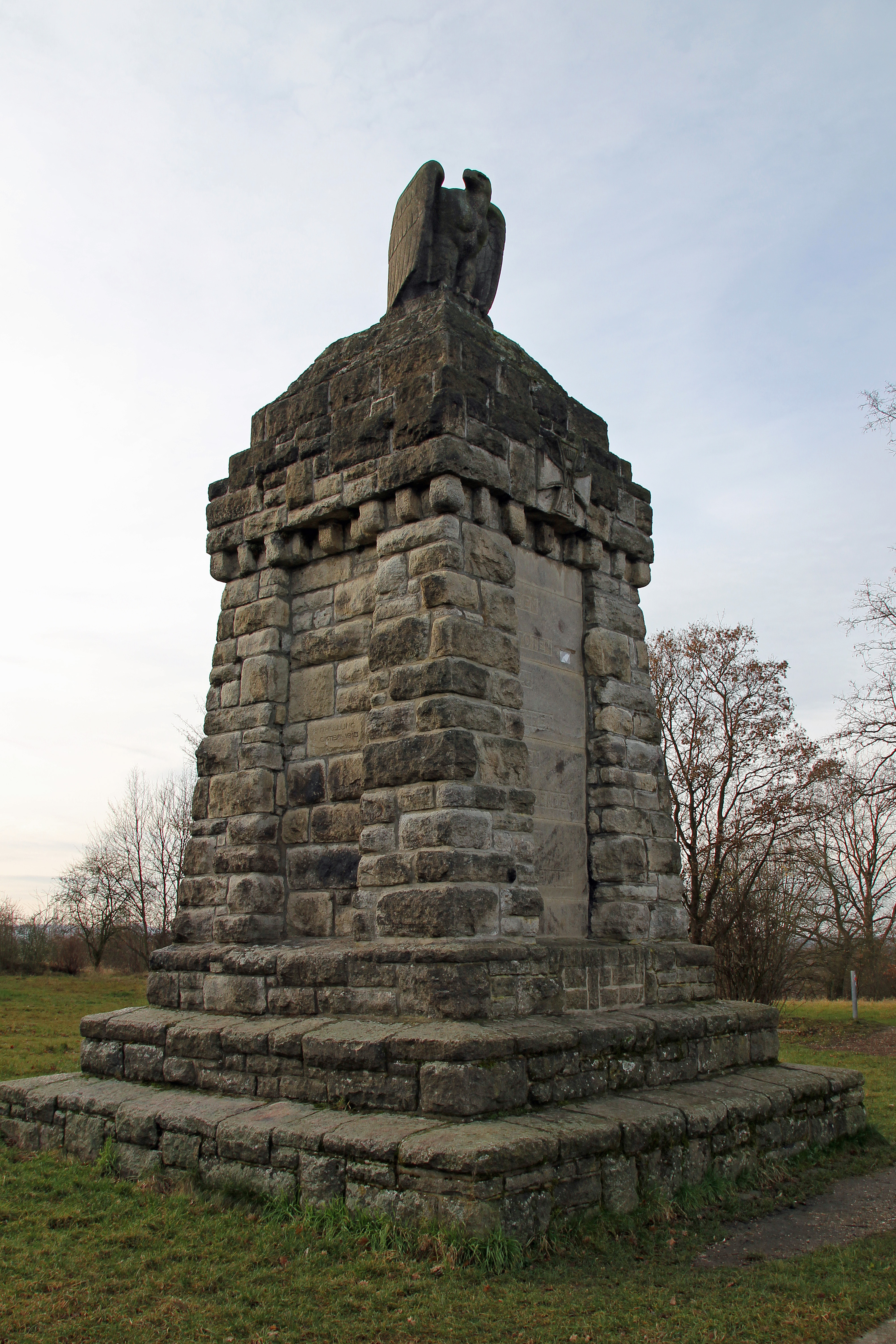
Die Metternicher Eule auf dem Kimmelberg

Funde aus der Steinzeit unterhalb des Kimmelberges weisen auf eine sehr frühe Besiedlung des Metternicher Raumes hin. Nordwestlich des Stadtteils wurden römische Zeugnisse aus den ersten fünf Jahrhunderten entdeckt. Dass auch die Franken in Metternich ansässig waren, belegen merowingische Grabfunde südwestlich des Ortskerns.
Erstmals urkundlich erwähnt wurde der Ort Metrich im Jahre 1140. Seit Mitte des 13. Jahrhunderts befand sich Metternich im Besitz der Isenburger als pfalzgräfliches Lehen. Die Herren von Isenburg und die Zisterzienserabtei Marienstatt besetzten abwechselnd das Patronatsrecht der 1204 erstmals erwähnten Pfarrkirche St. Johannes Enthauptung. Im Spätmittelalter gingen die landesherrlichen Rechte aber allmählich auf Kurtrier über. Als 1664 mit dem Tod des Grafen Ernst das Geschlecht deren von Isenburg-Grenzau ausstarb, wurde deren Herrschaft als erledigtes Lehen vom Kurfürstentum Trier eingezogen. Damit kam der Ort zum kurtrierischen Amt Bergpflege.
Für das Mittelalter sind in Metternich einige kirchliche Hofgüter belegt. Der Rohrer Hof wurde erstmals 1206 als Besitz des Zisterzienserklosters Himmerod genannt. Im Jahr 1215 wurde ein Hof des Zisterzienserklosters Marienstatt urkundlich erwähnt. Daneben besaßen auch das Prämonstratenserkloster Sayn sowie das Dominikanerkloster, der Deutsche Orden und der Florinsstift aus Koblenz Hofgüter in Metternich.
Der letzte Kurfürst von Trier, Clemens Wenzeslaus von Sachsen, ließ zwischen 1783 und 1786 die erste Wasserleitung legen, die vom Kimmelberg über die Balduinbrücke nach Koblenz führte. Unter französischer Herrschaft wurde Metternich 1801 innerhalb des Arrondissement de Coblence der Mairie Bassenheim im Kanton Rübenach zugeordnet. Nach Übernahme des Rheinlands durch die Preußen 1815 wurde es zunächst der Bürgermeisterei Bassenheim und schließlich 1879 dem Landkreis Koblenz zugeordnet. Seit dem 1. Juli 1937 ist der Ort ein Stadtteil von Koblenz.
Seit dem Mittelalter war die Landwirtschaft und der Weinbau vorherrschend in Metternich. Im 19. Jahrhundert wurden diese Wirtschaftszweige vom Obstanbau und seit der Mitte des 19. Jahrhunderts von der Industrialisierung abgelöst. Es entstanden chemische Fabriken sowie Kalk- und Ziegelbrennereien, begünstigt durch das Vorkommen von Löss, was im Naturschutzgebiet Eiszeitliches Lößprofil noch ersichtlich ist. Sie versorgten den Eisenbahnbau und den Bau der militärischen Anlagen in Koblenz mit Baumaterial. Der Abtransport erfolgte über die Mosel und über den Bahnhof Metternich an der 1904 fertiggestellten Bahnstrecke Koblenz-Mayen. Zusätzlich entstanden eine Vielzahl von Wohn- und Geschäftshäusern mit Ziegeln aus Metternich.
Verbunden mit dem Bau der „Caserne Bassett“ Anfang der 1950er Jahre an der Straße nach Güls errichtete die französische Besatzungsmacht zwischen 1954 und 1957 eine große Wohnsiedlung mit Kirche und Einkaufszentrum auf dem „Pollenfeld“ einem vormals landwirtschaftlich genutzten Bereich an der Bahnstrecke Koblenz-Mayen. Ebenfalls wurde dort die französische Schule für den Standort Koblenz gebaut (inzwischen abgebrochen).
Die von den Franzosen übernommene Pionier-Kaserne der Bundeswehr wurde 1996 geschlossen. Auf dem Gelände befindet sich jetzt nach umfangreichen Neubauten der Campus der Universität Koblenz. Bei dem bis dahin größten Bombenfund nach 1945 wurde am 20. Mai 1999 eine britische 1850 kg schwere Luftmine bei Ausschachtungsarbeiten für den Neubau eines Zentralgebäudes der Universität Koblenz-Landau in Metternich gefunden. Bei der Entschärfung der Bombe vier Tage später kam es zur bis dahin größten Evakuierung in Koblenz, wobei etwa ein Viertel des Stadtgebietes geräumt werden musste, 15.000 Bewohner waren betroffen.
Die Coblenzer Closterbrauerei an der Trierer Straße wurde Ende der 1980er Jahre von der Bitburger Brauerei aufgekauft und kurz danach geschlossen. Das alte Sudhaus wurde zu einem Wohngebäude mit Gastronomiebereich umgebaut.
Die Bundeswehr ist in Koblenz-Metternich noch mit dem Bundeswehrzentralkrankenhaus (dem ehemaligen französischen Militärkrankenhaus) und der Wehrtechnischen Dienststelle für Kraftfahrzeuge und Panzer (auf dem ehemaligen Pionier-Wasserübungsplatz) vertreten. Die bis zum 1. Januar 2013 hier beheimatete Wehrtechnische Dienststelle für Pionier- und Truppengerät (WTD 51) wurde aufgelöst und der WTD 41 als Außenstelle angegliedert. Eine endgültige Aufgabe der Liegenschaft ist vorgesehen.

## Sehenswürdigkeiten
- Katholische Pfarrkirche St. Johannes Enthauptung
- Evangelische Kirche Koblenz-Metternich
- Metternicher Eule, Kriegerdenkmal und Wahrzeichen von Metternich
- Schönbornbrünnchen, Brunnenstube der erste kurfürstlichen Wasserleitung nach Koblenz
- Weidtmansches Schlösschen, Villa, heute Provinzhaus der Schönstätter Marienschwestern

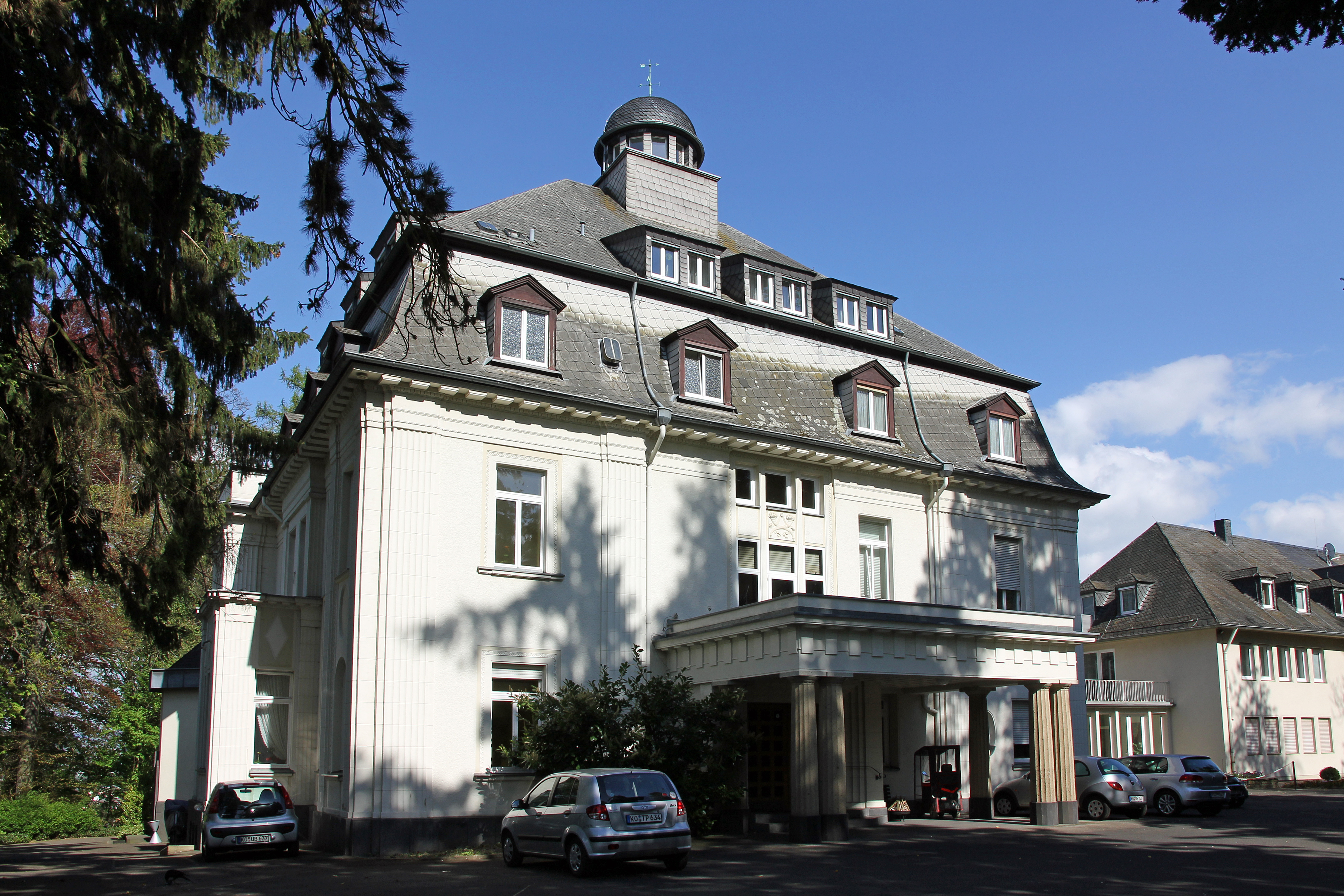
Das ehemalige Weidtmansche Schlösschen
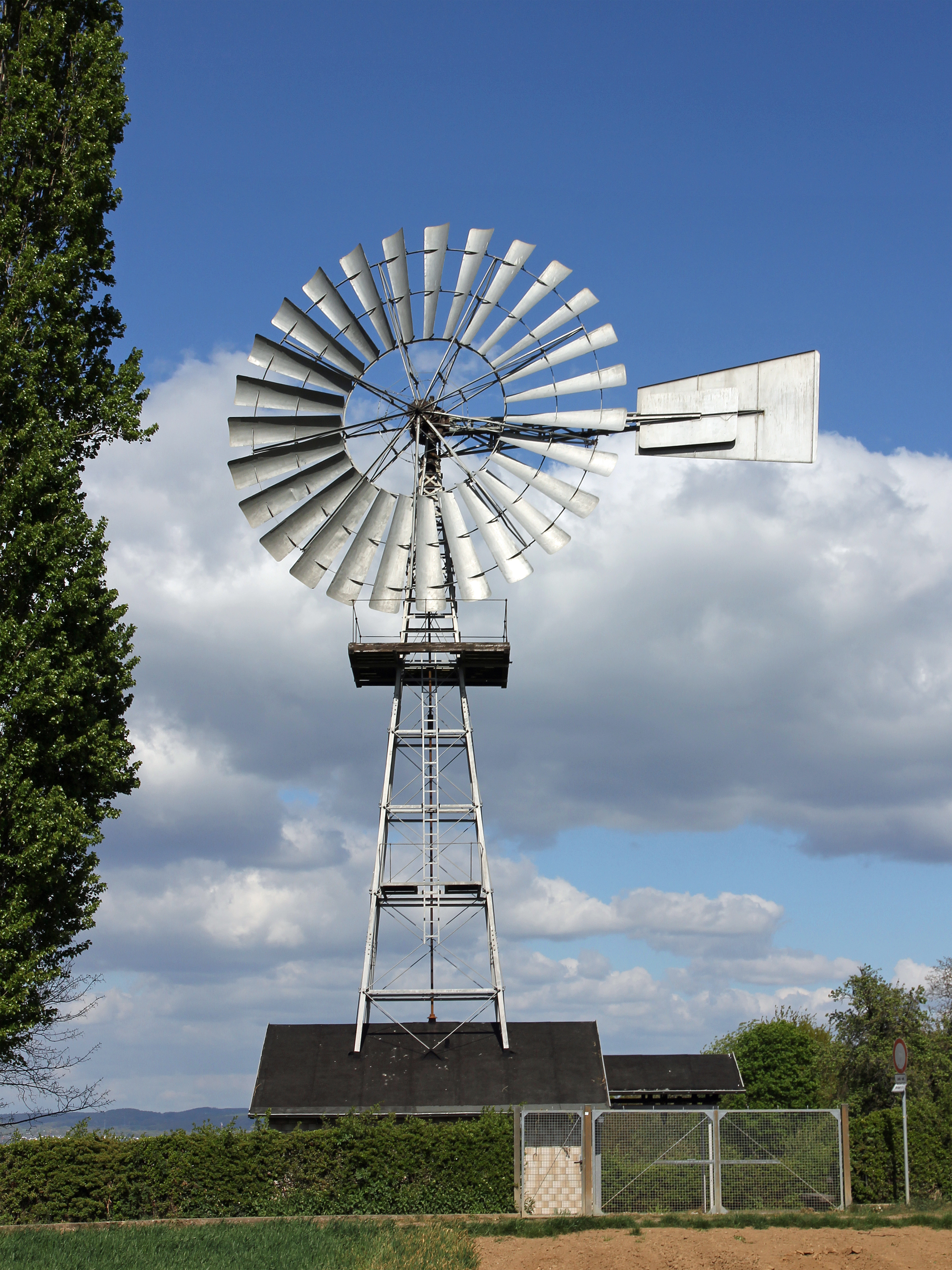
Windrad Herkules der Vereinigten Windturbinenwerke abseits auf den Höhen
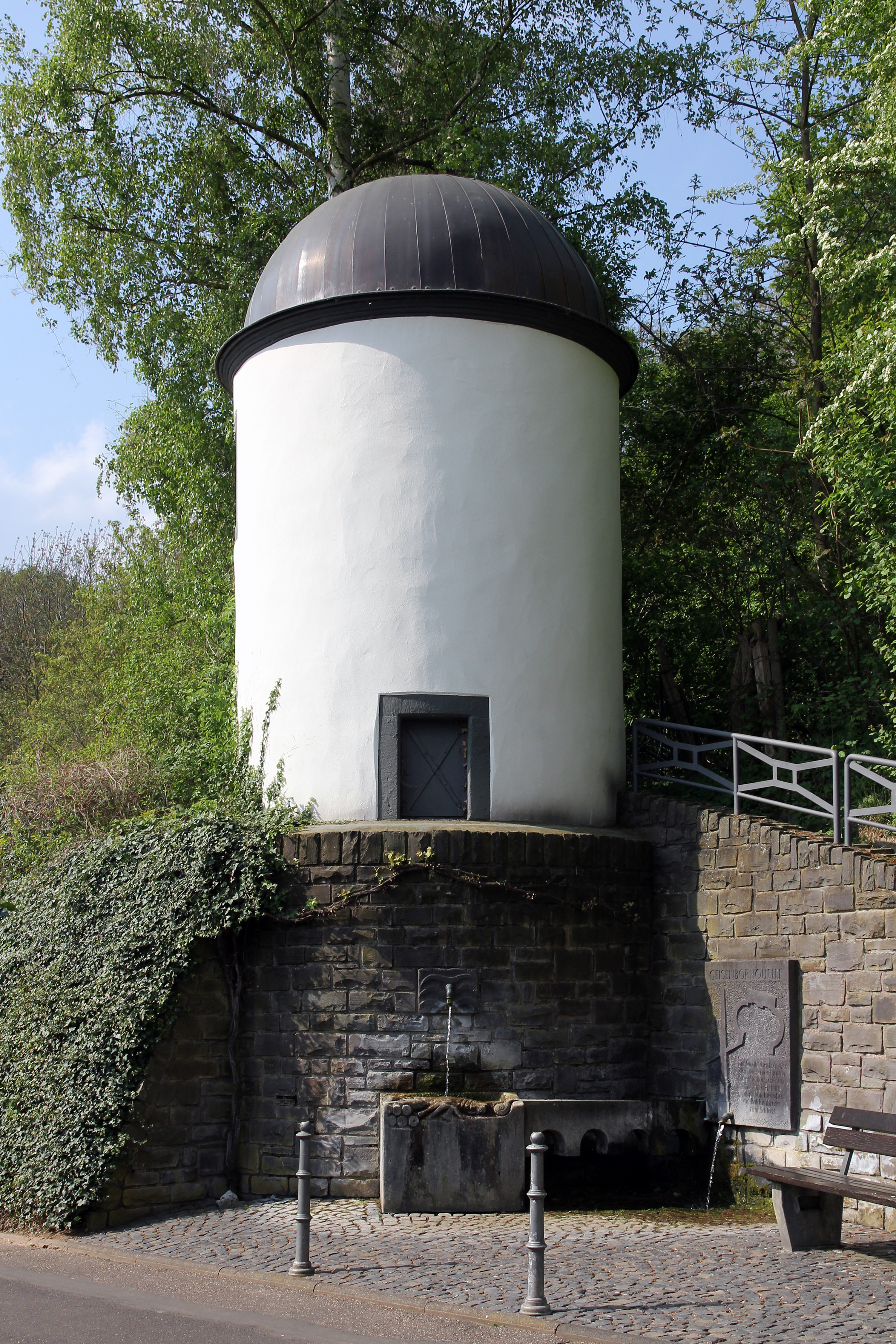
Schönbornbrünnchen

## Verkehr

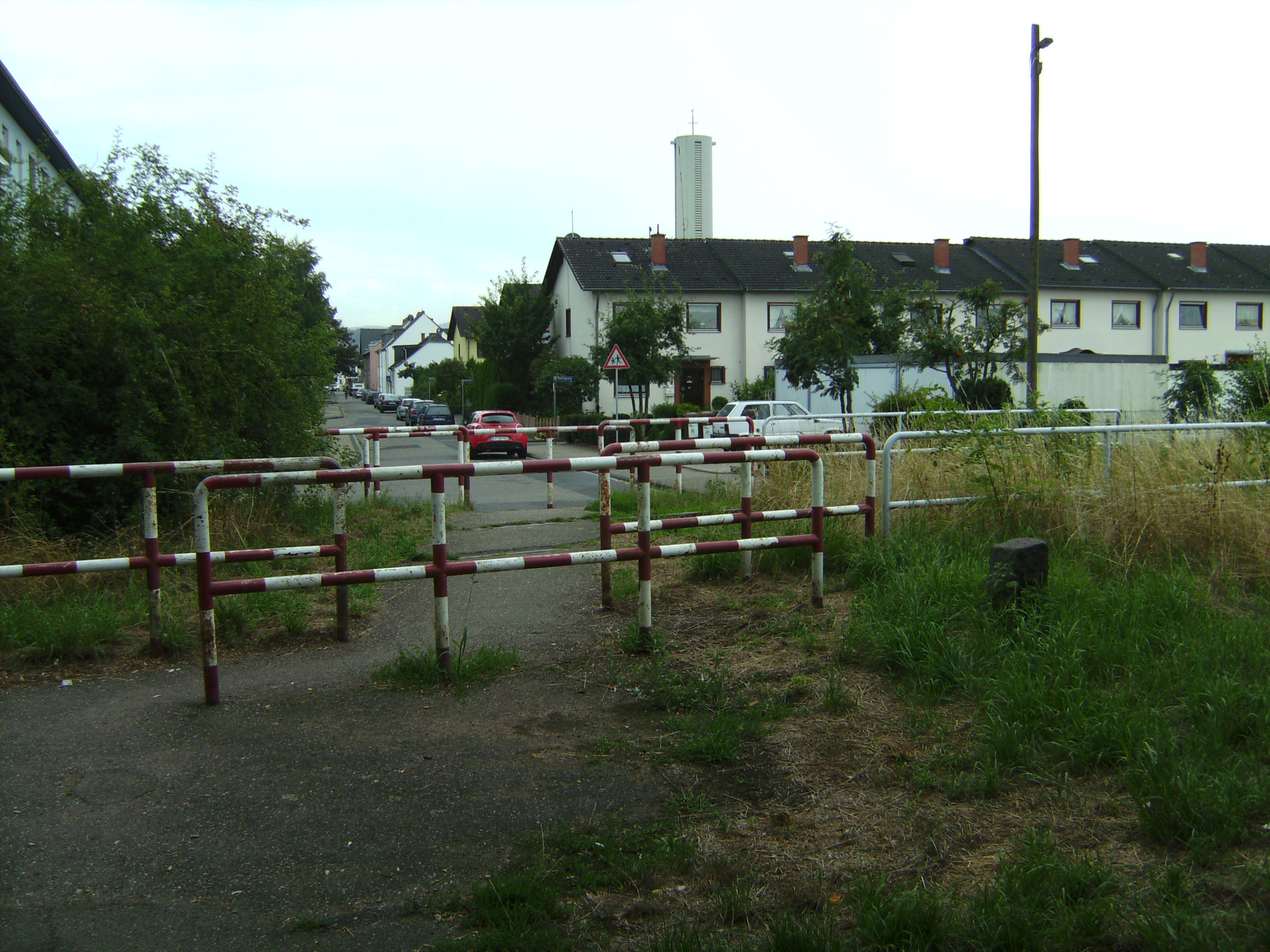
Bahnstrecke Koblenz – Mayen Ost, nahe dem ehemaligen Bahnhof Koblenz-Metternich

Metternich liegt um die zentral durch den Stadtteil führende Trierer Straße, die die Verbindung zum Stadtteil Lützel herstellt. An der Mosel entlang führt die B 416, mit einer Abzweigung über die 1990 fertiggestellte Kurt-Schumacher-Brücke zum gegenüber liegenden Stadtteil Moselweiß. 2020 wurde die jahrelang geplante sog. Nordtangente für den Verkehr freigegeben. Sie verbindet die B 416 über Metternich bis Koblenz-Bubenheim. Dort hat man direkten Anschluss an die B 9. Die Nordtangente wurde notwendig, um mehrere angrenzende Stadtteile sowie die B 9 zu entlasten.
Nördlich von Metternich verlief von 1904 bis 1983 die Bahnstrecke Koblenz-Mayen. An der Strecke hatte der Stadtteil einen Bahnhof.
Bis 1963 führte etwa 150 m oberhalb der Kurt-Schumacher-Brücke die Metternicher Personenfähre über die Mosel.

## Persönlichkeiten
Folgende Persönlichkeiten wurden in Metternich geboren:
- 1699–1750: Leopold Camp, Himmeroder Abt
- 1927–2013: Rosemarie Fendel, Schauspielerin
- 1950: Ewald Hammes, Fußballspieler